# Tony Gaze
Frederick Anthony Owen Gaze (Melbourne, 3 de febrero de 1920-Geelong, 29 de julio de 2013), más conocido como Tony Gaze, fue un piloto de automovilismo australiano y ex piloto de aviación de la Royal Air Force. Comenzó a competir conduciendo un Alta en su país, y luego, tras viajar a Europa, formó parte del equipo de HWM y compitió en tres Grandes Premios en la temporada 1952 de Fórmula 1.

## Biografía
Antes de iniciar su carrera en el automovilismo, Tony Gaze se enlistó a la Royal Air Force en marzo de 1941. Su avión fue derribado en 1943 sobre Le Tréport, aunque salió ileso; luego, pudo formar parte de las operaciones del desembarco aliado de Normandía. Fue nombrado jefe de escuadrón antes del final de la guerra, y tuvo doce victorias en combate aéreo.
En 1946, le solicita al duque de Richmond financiamiento para un circuito automovilísto en la base aérea de Westhampnett, cerca de Chichester, con lo que nacería el circuito de Goodwood. Tony luego regresó a Australia para continuar su carrera como piloto en Alta entre las dos guerras. 
En 1951, retorna a Inglaterra y se unió al equipo de Geoffrey Taylor que alineaba la nueva generación Alta de Fórmula 2.
En 1952, aún fuera de campeonato del mundo, participó en el Trofeo de Richmond, donde Alta terminó duodécimo. Después de un quinto puesto en la Copa de Lavant y el decimosexto lugar en el Trofeo Internacional Daily Express, adquirió el HWM-Alta de John Heath y continuó su carrera en la Fórmula 2 y la Fórmula 1 fuera del campeonato del mundo. Tras ajustarse las bases técnicas del campeonato mundial a la Fórmula 2, Tony participó en varias pruebas donde ocupó el quinto lugar; además, en el Gran Premio de Bélgica de 1952 estuvo a seis vueltas del vencedor Alberto Ascari. En el Gran Premio de Gran Bretaña de 1952, se retiró después de una mala salida y problemas técnicos. En el Gran Premio de Alemania de 1952 fue octavo, tras sufrir una rotura de la caja de cambios y en Monza, en el Gran Premio de Italia de 1952, no clasificó.

## Resultados

### Fórmula 1
(Clave) (negrita indica pole position) (cursiva indica vuelta rápida)

| Año     | Escudería | 1   | 2   | 3      | 4   | 5       | 6       | 7   | 8       | Pos. | Puntos |
| ------- | --------- | --- | --- | ------ | --- | ------- | ------- | --- | ------- | ---- | ------ |
| 1952    | Tony Gaze | SUI | 500 | BEL 15 | FRA | GBR Ret | GER Ret | NED | ITA DNQ | NC   | 0      |
| Fuente: |           |     |     |        |     |         |         |     |         |      |        |